# Era da Estagnação
A Era da Estagnação (em russo: Период Застоя, Period Zastoya), também conhecida como Estagnação de Brejnev,  foi um período negativo do ponto de vista econômico, político e social na história da União Soviética. Na esfera social, esse período é referido como Era da Estabilidade e, na esfera diplomática, como Era da Détente. Iniciado logo após a renúncia forçada de Nikita Khrushchev,  que foi substituído por  Leonid Brejnev  (1964–1982), o período de estagnação  prosseguiu sob  Yuri Andropov (1982–1984) e Konstantin Chernenko (1984–1985),sucedido por   Mikhail Gorbachev. Apesar dos esforços de Gorbachev que, a partir de 1987, adotou as políticas de glasnost, perestroika, uskoreniye e demokratizatsiya, a União Soviética colapsou em 1991.
Do ponto de vista econômico, o período foi marcado por melhoria do nível de bem-estar social, progresso técnico e crescimento da produção. Politicamente, foi uma época de estabilidade e retorno do conservadorismo. A celebração de vários acordos diplomáticos foi outra marca desse período em que a União Soviética alcançou a maior influência geopolítica de sua história.

## Política
Em meio a crises em diversos campos, o Politburo pressiona o então líder Nikita Khrushchev à renúncia, sucedido por Leonid Brejnev.
Brejnev assume uma União Soviética sem controle dos mais próximos, em meio a uma crise profunda com a China, uma relação volátil com os Estados Unidos e uma situação interna controversa com relação ao nome de Stálin.
A princípio, Brejnev tenta sanar as crises externas por meio de sua Doutrina da Soberania Limitada, que definia o alinhamento a Moscou por parte das demais nações socialistas, para que se pudesse evitar as cisões diplomáticas, como aquela que destruiu as relações da URSS com a China.
Em 1968, a Tchecoslováquia se rebelou contra a influência soviética, no evento conhecido como a Primavera de Praga. As manifestações, entretanto, foram esmagadas por uma invasão soviética.

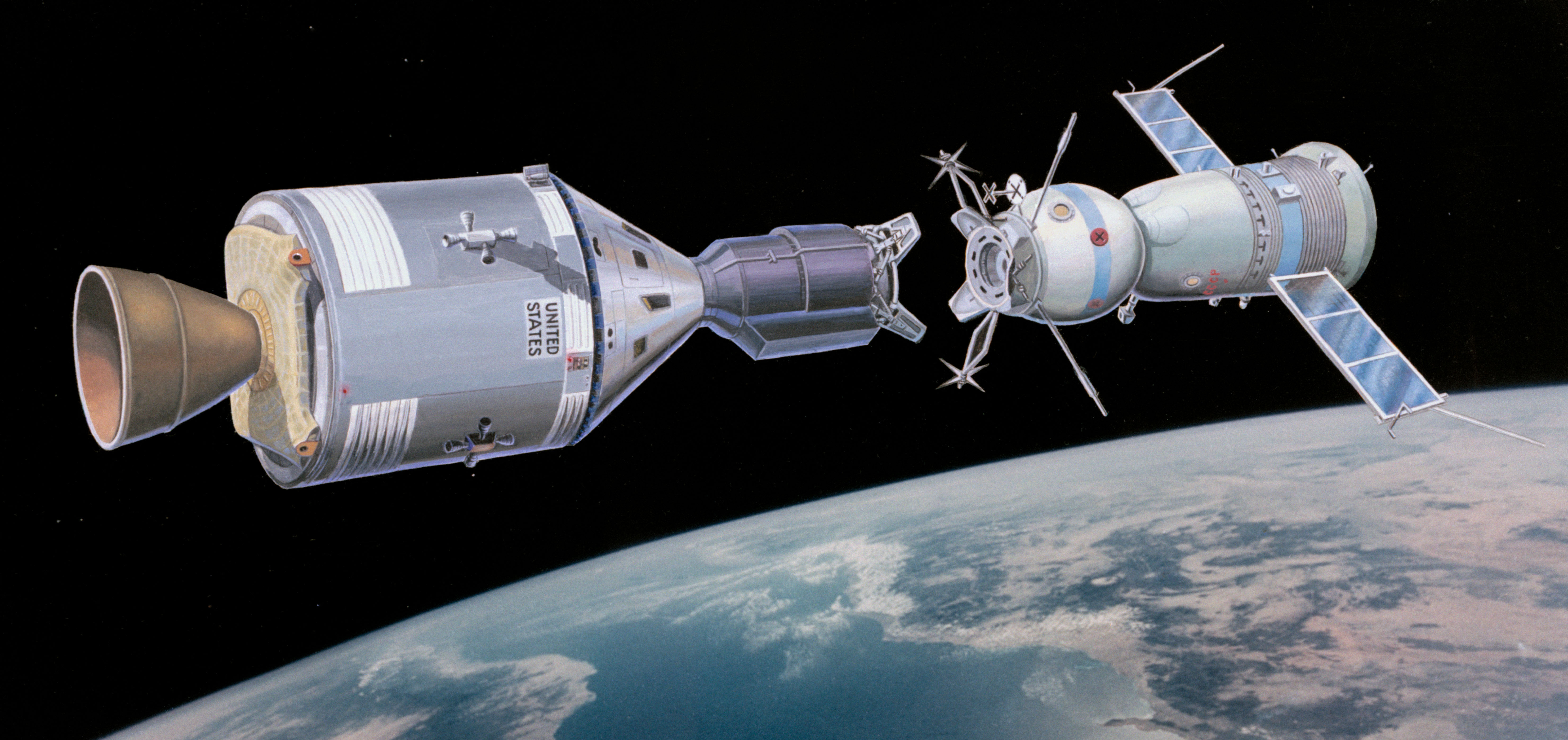
Acoplamento das naves Apollo-Soyuz, representando o fim da corrida espacial.

A Iugoslávia de Tito, com tendência nacionalista, manteve a aliança com a URSS, mas criticou a subordinação dos países à União Soviética, recusando alinhar-se a Moscou.
Na década de 1970, Brejnev se aproxima de Mao Tse-Tung. Ainda que não tenha alcançado os resultados planejados, o líder soviético chega à neutralidade e fecha acordos comerciais com o país.
Para concluir os compromissos diplomáticos, Brejnev se aproveita da boa fase com os Estados Unidos da América e dá início a vários acordos, como a facilitação da aliá dos judeus, acordos antinucleares, como o SALT, e acordos comerciais, como o intercâmbio entre a bebida americana Pepsi-Cola e a vodka soviética Stolitchnaya. Junto do presidente norte-americano, Brejnev deu fim à célebre corrida espacial, representado pelo acoplamento da nave russa Soyuz e da americana Apollo.
Tendo resolvido a situação externa do país e se acertado com os Estados Unidos, a diplomacia do governo de Brejnev tornaria-se um exemplo de détente, tendo ele recebido o Prêmio Lênin da Paz.
Na política interna, Brejnev tentou a reabilitação do nome de Stálin, e mesmo não tendo sucesso, pôs em prática o chamado neostalinismo, o que ficou explícito na extradição de críticos ao sistema, como Alexander Soljenítsin e Andrei Sakharov.
Ainda sob Brejnev, entrava em vigor a Constituição Soviética de 1977, que, entre outras coisas, confirmava o socialismo como regime vigente, reforçando o intuito da construção do comunismo no país.

## Economia
Brejnev toma a União Soviética em um período de reestruturação, passados já vinte anos desde o final da guerra. A indústria crescia, mas os gastos militares aumentavam em dobro, sem que o povo soviético pudesse desfrutar de uma boa qualidade de vida.
Graças aos acordos diplomáticos, o país consegue reduzir os gastos em armamentos e ter mais investimentos em bens de consumo, melhorando as condições de vida da população, ao passo que a economia se estabilizava.

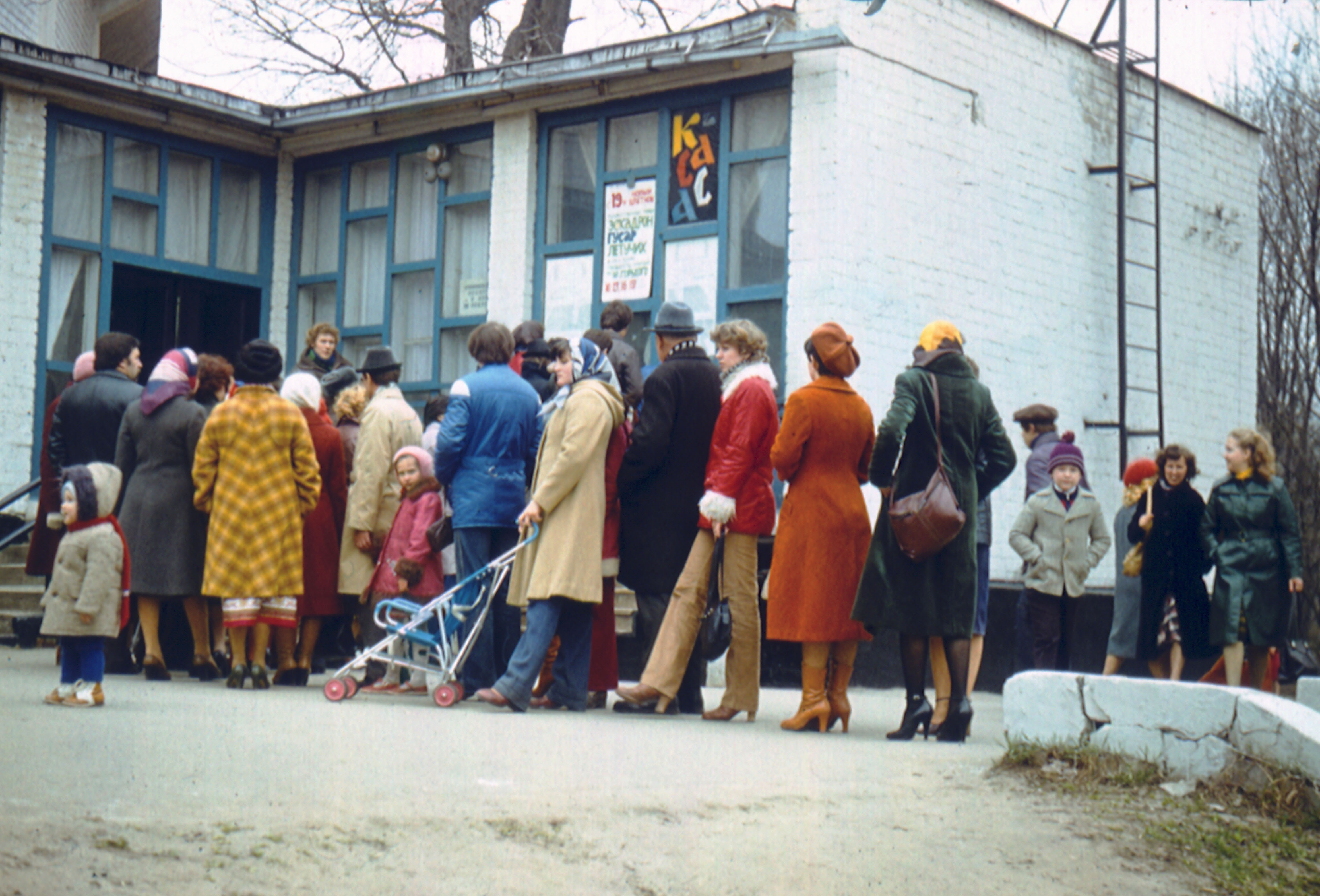
Soviéticos em fila para o cinema. Carcóvia, 1981.

Ao mesmo tempo o período é marcado pelo  boom dos preços do petróleo, da década de 1970.

Preços do petróleo (1861 - 2006)

Brejnev morreria em 1982, mas deixaria seu legado na economia. Com a queda dos preços do petróleo em meados dos anos 1980 e a retomada dos gastos, a estagnação econômica era evidente, e, com ela, surgiu a consciência acerca da necessidade de reformas econômicas, já no mandato de Mikhail Gorbachev.
Segundo números da ONU de 1990, a União Soviética estava em 31º lugar no índice de desenvolvimento humano.Além disso, entre os países da Europa, os satélites e aliados à URSS, como a Bulgária, Polônia, Hungria e Roménia, também apresentavam bons números.Nos anos 1970, a economia soviética se desenvolveu muito rapidamente. Já em 1980, a produção de electricidade e consumo na União Soviética cresceu para 26,8% em comparação com 1940, enquanto que os Estados Unidos, em relação ao mesmo período, observou um aumento de apenas 13,67%.
Em 1980, a União Soviética ficou em primeiro lugar na Europa e em segundo lugar no mundo em termos de indústria e agricultura. Em 1960, o volume da produção industrial na URSS, em comparação com os EUA, foi de 55%. Vinte anos depois, em 1980, esse número passou dos 80%.
Na década de 1960, a URSS manteve-se como a principal produtora de cimento no mundo, o que deu origem à expressão "cimento russo" para se referir à qualidade rígida do produto. .
Com relação à produção, as indústrias cresciam de 10% a 40%, mas ainda assim, produziam apenas 5% do volume total fabricado pelos EUA, muito por conta da produção desenfreada e excedente da indústria norte-americano.
Em termos sociais, durante os quase 20 anos de governo de Leonid Brejnev, os rendimentos sociais cresceram mais de 1,5%.

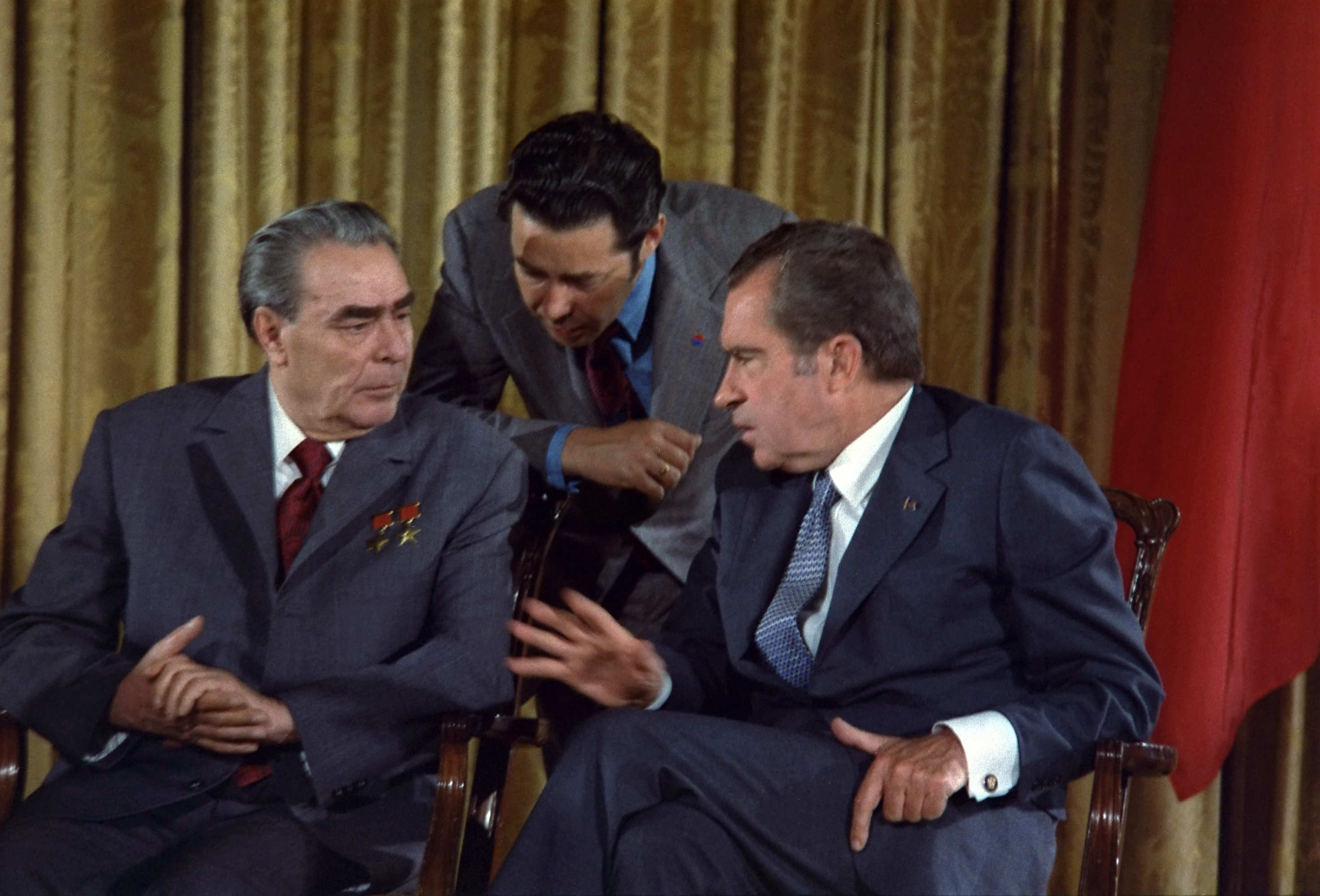
Leonid Brejnev discute com Richard Nixon: a distensão entre os dois países marca o esforço pelo fim da Guerra Fria.

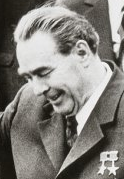
Leonid Brejnev (1906-1982)

Por outro lado, houve uma evolução negativa, representada no constante declínio na taxa de crescimento. Nos últimos 12-15 anos de desenvolvimento da economia nacional, foi revelada uma tendência à redução acentuada na taxa de crescimento da renda nacional. Enquanto as médias de crescimento anual atingiam 5,8%-7,5% nos 15 últimos anos, ela caiu para 3,8%. Nos 12 últimos anos, a taxa foi para cerca de 2,5%.

### Estabilidade ou estagnação?
Mikhail Gorbachev, último presidente da União Soviética, de 1985 a 1991, foi o autor do termo "estagnação", referindo-se ao período de estabilidade econômica, quando o país alcançou um nível de prosperidade, que ironicamente acabou por desregular a economia soviética, levando a profundas crises econômicas.
A palavra "estagnação" tem suas origens no relatório político do XXVII Congresso do Comitê Central do Partido Comunista da União Soviética, lido por Gorbachev, que declarou:
Na sociedade, emergiu-se uma estagnação nas esferas económica e social. 
Pelo fato de o termo ter sido cunhado somente após a morte de Brejnev, ele é controverso, já que define, ao mesmo tempo, o período de estabilidade social sem grandes perturbações, e a época em que a crise econômica da URSS seria aprofundada.

## Comparações
A população da Rússia nos anos de Brejnev aumentou em 12 milhões de pessoas. Em contraste, na atual Rússia, a população diminuiu em 9 milhões de pessoas. Até 2009, a taxa de crescimento do país era negativo.
Deve-se considerar também a densidade demográfica durante a época de Brejnev, já que o país dispunha 1,6 bilhões m² de espaço, de modo a comportar 162 milhões de pessoas.
O valor de aluguel em moradia não era superior a 3% da renda familiar, este baixíssimo valor deve-se graças a ausência de um mercado imobiliário concorrencial, atualmente, sem as garantias socialistas na Rússia, falta moradia para a população e o mercado imobiliário cobra enormes taxas.
O  verdadeiro orgulho da liderança soviética do período foi um aumento constante na oferta de tratores agrícolas e colheitadeiras.  e o rendimento de grãos, ainda que tenha sido significativamente menor do que nos países capitalistas industrializados, sendo o dobro nos EUA e quase o triplo no Japão, mas ultrapassando a Austrália. 
Em geral, para avaliar a eficácia da produção agrícola, deve-se, naturalmente, ter em conta as condições climáticas. No entanto, na Rússia soviética, o rendimento de grãos bruto, em peso, foi 1,5% maior do que na Rússia atual, e o rendimento pelo gado foi 22% maior do que os atuais números.
Durante a Era Brejnev, A URSS se encontrava em uma situação econômica jamais vista antes, as autoridades soviéticas acreditavam que os paises capitalistas estavam em crise econômica devido a boa fase da economia soviética, chegando a se tornar a "2a maior economia no mundo".

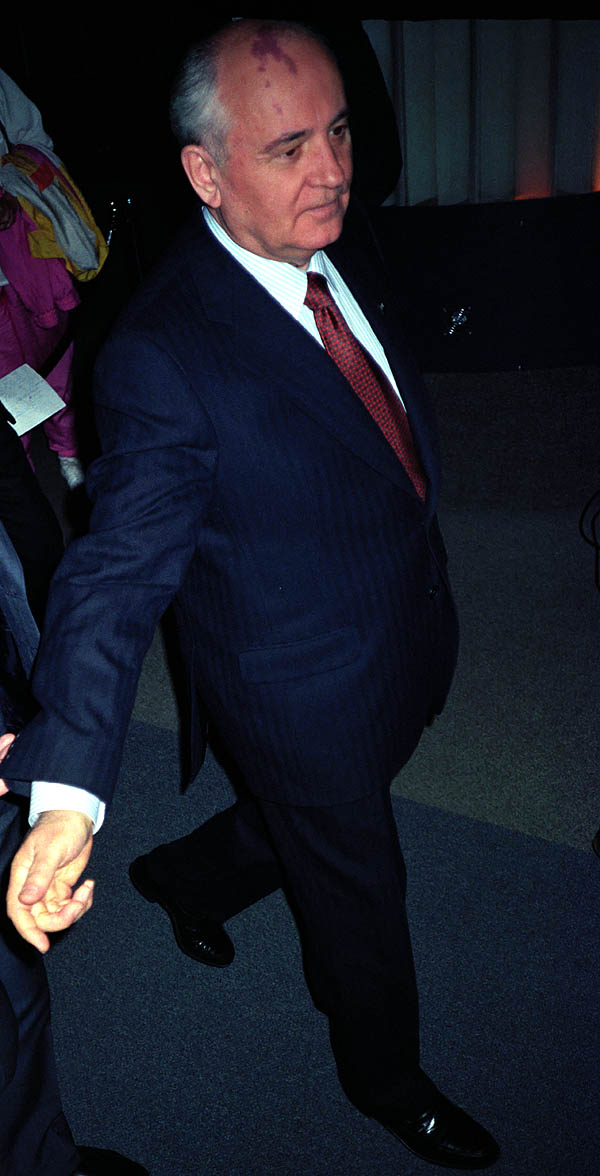
Mikhail Gorbachev denunciou o período Brejnev e o classificou como estagnado.

## Destaques
- Nikita Khrushchev se retira do Kremlin devido à pressão do Politburo. (1964)
- Primeiro humano realiza uma caminhada espacial, Alexei Leonov. (1965)
- Leonid Brejnev tenta a reabilitação de Stalin. (1965)
- Conclusão do Tratado de Não-Proliferação de Armas Nucleares. (1968)
- Derrota do liberalismo político na Tchecoslováquia, no movimento chamado Primavera de Praga. (1968)
- Atentado contra Leonid Brejnev. (1969)
- Avião de passageiros de primeiro mundo, a aeronave soviética Tupolev-144 vence a barreira do som. (1968)
- Acordo sobre medidas para reduzir o perigo de guerra nuclear entre a URSS e os EUA. (1969)
- Conclusão do programa Luna, para a Exploração da Lua, entrega de material do solo lunar, Lunokhod-1 e Lunokhod-2. (1970)
- Acordo sobre medidas para melhorar as relações da URSS com os EUA. (1971)
- Iugoslávia apoia União Soviética sob crítica. (1971)
- União Soviética critica fanatismo exacerbado da Coreia do Norte, situação se intensifica, mas permanece em controle. (1971)
- Publicação sobre medidas para reforçar a luta contra a embriaguez e o alcoolismo, a primeira campanha contra o álcool. (1972)
- Conclusão do Tratado entre a União das Repúblicas Socialistas Soviéticas e os Estados Unidos da América sobre a Limitação de Anti-Mísseis Balísticos. (1972)
- Programa Espacial Venera. (1972)
- Assinatura do SALT, primeiro grande passo para o fim da Guerra Fria. (1972)
- Governo soviético assume seguir política de distensão. (1973)
- Expulsão de Alexander Soljenítsin. (1974)
- Aproximação da República Popular da China, alcançando a neutralidade, após a aliança durante a Guerra do Vietnã. (1974)
- Termina a Guerra do Vietnã, vencida com apoios soviético e chinês. (1975)
- Acoplamento das naves espaciais Apollo-Soyuz, fim da corrida espacial. (1975)
- Assinatura da Conferência de Helsinki. (1975)
- Tenso intercâmbio de prisioneiros políticos: Vladimir Bukovsky, dissidente soviético, trocado por Luis Corvalán, comunista chileno. (1976)
- Aprovação da Constituição Soviética de 1977, em substituição à Constituição Soviética de 1936, recuperada a letra do hino nacional. (1977)
- Inserção de tropas soviéticas no Afeganistão, início da Guerra do Afeganistão. (1979)
- Assinatura do SALT-II. (1979)
- Incidente nas Nações Unidas entre delegação soviética e Margaret Thatcher. (1979)
- Na Olimpíada de 1980, em Moscou, Estados Unidos não participam, Grã-Bretanha, França e aliados enviam seus atletas sob a bandeira olímpica. (1980)
- Leonid Brejnev autoriza envolvimento do serviço secreto soviético na execução do ditador da Nicarágua, Anastasio Somoza. (1980)
- Derrota do Grupo humanitarista Moscou-Helsinki. (1981)
- Morte e funeral de Leonid Brejnev. (1982)
- Caso do Boeing Coreano. (1983)
- Morte e funeral de Iuri Andropov. (1984)
- Morte e funeral de Konstantin Chernenko. (1985)
- Ascende ao poder o último líder soviético, Mikhail Gorbachev. (1985)
- Grande celebração dos quarenta anos da vitória sobre a Alemanha Nazista, Gorbachev discursa a favor do regime. (1985)
- Mikhail Gorbachev discursa contra a política de Brejnev, cita pela primeira vez a Perestroika e a Glasnost, e classifica o período como estagnado, decretando oficialmente o fim da era Brejnev. (1987)